# アクトヴィジョン
アクトヴィジョン（英文社名；actvision Co., Ltd.）は、東京都杉並区に本社を置く日本の芸能プロダクション。

## 沿革
- 2013年3月1日 - 林誠二郎が、東京都杉並区に「Actor-noix アクトルノワ」として設立。
- 2017年5月10日 - 社名を「actvision アクトヴィジョン」へ改称。プロダクション運営の他、映画（グッバイエレジー・ホペイロの憂鬱・サムライせんせい）や、テレビ（ヒルナンデス）でのドローン撮影をはじめ、ステディカム撮影や製作補助業務、イベント制作や・日本映画批評家大賞運営なども行っている。

## 所属タレント
※2017年8月現在

### 所属
- せいじろう
- 河野智平
- 高根澤美樹
- 青木晴樹

### 準所属・ジュニア
- 福田峻大
- 塩出直哉
- 江原千尋
- 高山真奈美
- 古賀夕紀菜
- 市川健太
- 二瓶泰地

### アーティスト
- ラヴスズキ
- Va鬼クライマー

## 関連会社
- 株式会社アユヴェリー
- 株式会社Joint Arts